# Manuel Díaz Vega
Manuel Díaz Vega (* 1. September 1954 in Godán, Asturien) ist ein ehemaliger spanischer Fußballschiedsrichter.

## Sportlicher Werdegang
Díaz rückte 1987 zu den Schiedsrichtern der Primera División auf. 1991 wurde er in die FIFA-Schiedsrichterliste aufgenommen und leitete fortan auf internationaler Ebene Partien im Europapokal oder Länderspiele. Das erste A-Länderspiel, das unter seiner Leitung stand, war das Aufeinandertreffen zwischen Portugal und der Niederlande in einem Freundschaftsspiel am 12. Februar 1992 im Estádio de São Luís. Bereits kurz darauf pfiff er Auswahlspiele im Rahmen der Qualifikation zur Weltmeisterschaft 1994 und gehörte auch zu den UEFA-Vertretern beim Endrundenturnier in den Vereinigten Staaten. Dort stand er im Gruppenspiel der Niederlande gegen Saudi-Arabien auf dem Platz, der 2:1-Erfolg der Europäer blieb sein einziger Turniereinsatz.
Nachdem Díaz bereits 1993 das Hinspiel im italienischen Duell zwischen der AC Parma und der AC Mailand um den UEFA Super Cup geleitet hatte, wurde ihm in der UEFA Champions League 1995/96 das Finalspiel übertragen. Das Spiel zwischen Juventus Turin und Ajax Amsterdam ging nach Treffern von Fabrizio Ravanelli und Jari Litmanen ins Elfmeterschießen, dort setzte sich der italienische Klub nach zwei von Angelo Peruzzi gehaltenen Elfmetern durch. Wenige Tage später war er bei der Europameisterschaft 1996 im Einsatz, wieder leitete er nur ein Gruppenspiel – das 1:1-Remis zwischen Gastgeber England und der Schweiz im Wembley-Stadion. 1999 beendete er seine internationale Karriere.
Auf nationaler Ebene wurde Díaz dreimal das Endspiel um die Copa del Rey übertragen. Im Wettbewerb 1991/92 setzte sich im Derbi madrileño Atlético Madrid gegen Real Madrid durch, 1995/96 holte sich Atlético Madrid gegen den FC Barcelona den Titel und 1998/99 setzte sich im dritten Endspiel mit Beteiligung von Atlético Madrid der FC Valencia durch. Mehrfach war er auch bei der Supercopa de España im Einsatz. 2000 pfiff Díaz zuletzt ein Ligaspiel, anschließend setzte er sich aus Altersgründen zur Ruhe.